# Greyhound (Swedish House Mafia)
Greyhound è un singolo del supergruppo svedese Swedish House Mafia, pubblicato il 12 marzo 2012.

## Video musicale
Il video è stato reso disponibile il 13 marzo 2012 attraverso il canale YouTube del trio. Girato presso il deserto del Gran Lago Salato, nello Utah, esso inizia con tre gruppi di persone che escono da tre automobili e ciascun gruppo possiede proprio un colore (blu, giallo e arancione). Successivamente si vedono, in una grande sala, Axwell, Steve Angello e Sebastian Ingrosso, posizionandosi tutti e tre sulle proprie console e, mediante una carica elettrica, creano delle bolle colorate attorno a loro. Axwell è giallo, Angello è arancione e Ingrosso è blu e sono collegati a tre cani robot, tre levrieri (greyhound per l'appunto).
A un certo punto una donna (interpretata da Bianca Balti) posiziona sul suolo una lepre virtuale di forma sferica, che parte molto velocemente e i tre cani levrieri cominciano ad inseguirla. Alla fine della gara vince il cane controllato da Axwell e una fotografia fotofinish viene scattata e spazzata via nel deserto. Il video presenta anche il marchio Absolut.

## Tracce
Testi e musiche di Axel "Axwell" Hedfors, Sebastian Ingrosso e Steve Angello.
1. Greyhound – 6:50

## Classifiche
| Classifica (2012)        | Posizione massima |
| ------------------------ | ----------------- |
| Austria                  | 42                |
| Belgio (Fiandre)         | 9                 |
| Belgio (Vallonia)        | 10                |
| Danimarca                | 21                |
| Finlandia                | 16                |
| Francia                  | 39                |
| Germania                 | 53                |
| Irlanda                  | 25                |
| Paesi Bassi              | 12                |
| Regno Unito              | 13                |
| Regno Unito (dance)      | 5                 |
| Stati Uniti (dance club) | 3                 |
| Svezia                   | 6                 |
| Svizzera                 | 33                |